# コイワヰ
コイワヰは、20世紀初期に日本で活躍した競走馬、種牡馬である。
※なお本文中の馬齢については旧表記を採用する。

## 背景
父は当時世界的に勢力を広げていたセントサイモンの孫にあたるChatsworth（チャッツウォース）で、自身はグッドウッドカップ2着が目立つ程度の馬だが、その父はエプソムダービー、セントレジャー、アスコットゴールドカップを制した名馬中の名馬Persimmon（パーシモン）である。母エナモールド (Enamoured) は明治40年（1907年）に小岩井農場がイギリスから輸入した20頭の基礎輸入牝馬の一頭であり、そのときに宿していた仔がこのコイワヰであった。すなわち本馬は持込馬ということになる。英国血統でありながら誕生したのが日本であるため、内国産競走に出走していた。
当時、日本では血統表、場合によっては両親すら不明という馬もいたため、それが明確であり、さらに海外の先進的な血であるということは当時からすると魅力的であった。馬体も当時の水準からすると現在のサラブレッドにかなり近かったと言われている。なお、甥に当たる馬に優勝内国産馬連合競走を制したオーロラや、阪神の帝室御賞典を制したオールマインがいる。
同馬が生まれた明治41年（1908年）は馬券による自殺や、治安悪化などが原因となって、馬券の発売が禁止された年である。のちの大正12年（1923年）まで馬券は発売されなかったため、同馬が現役で出走していた時期は、まったく馬券が発売されていない。
当時の大レースは、現在にも天皇賞としてわずかに残る帝室御賞典が各競馬場で開催されており、それ以外では、原則的に開催最終日に実施されていた優勝戦という競走のみであった。

## 現役時代

### 4歳
コイワヰは、明治44年（1911年）7月に函館競馬の新呼馬競走にてデビューし、1600メートルを1分54秒1で勝利する。
続いて秋開催においては、鳴尾開催で呼馬、呼馬優勝と連勝し、4歳を3戦全勝で終える。

### 5歳
現在で言う古馬（当時日本にはまだクラシック競走も存在せず、そのような概念はほとんどなかったが）となったものの、同馬は、鳴尾の4月2日に呼馬を勝利するも、翌日に連闘となった優勝戦では初の敗北となる3着となる。
続いて中9日開けての東京開催に東上し、4月13日の呼馬をレコードの1分49秒79で勝利して関東でも勝ちを上げると、翌日の帝室御賞典にも出走し、またレコードで圧勝する。
優勝戦も、連合二哩（当時出走が一度しか許されず、現在の東京優駿（日本ダービー）並の価値があったとされる）を制したラングトンという馬を8馬身もの差をつけ勝利し、東上出走の3走すべてレコードで圧勝した。
秋には横浜の帝室御賞典に出走するも、4着と敗れる。
横浜から東京に出走した優勝戦も3着に敗れ、この年12戦9勝。

### 6歳
6歳となると、地元関西の鳴尾優勝戦で、レツドサイモンという馬に敗する。
横浜での帝室御賞典を制したときの着、そしてその次の優勝戦で2着と敗れた競走の優勝馬もレツドサイモンだった。
秋はあまり輝かしい成績ではなかった。この秋の開催では2度優勝戦に出走をするもののどちらも勝てなかった。年間通算16戦10勝。

### 7歳
5月31日と例年より遅い年初戦となった呼馬をレコードで勝利し、優勝戦も勝利し連勝でスタートしたものの、また関東での優勝戦は勝てず。秋も関東では1勝しかできず、年間でも初めて勝率が5割を下回る17戦8勝。
ただ、成績は伸びなかったのには理由があり、160ポンド（約77キログラム）という、現在では考えられないような斤量を背負わされていたためである。
東西の差は大きく、偏見も大きかった。斤量だけ見ても上記の160ポンドを背負っていたのは関東での競走のみで、関東・関西では関東の方が平均して5ポンド以上の差がついている。
一説によると、関西馬に負けるというのを嫌がった関東の競馬会が、毎度この上限の斤量を背負わせたとも考えられる。ただ、6歳時にはこの160ポンドでも勝利しており、強豪馬が圧勝してしまうと、当時の競走馬資源やレースの頭数の少なさから競馬開催自体が成立しないので、このような措置が取られていた。

### 8歳
関東でも場合によっては、160ポンドより下を背負うレースもあり、そもそも160ポンドという斤量にも慣れたこともあってか、4着より下の着外が1度のみと安定した成績を見せた。逆に以前は160ポンドを背負わせていなかった阪神競馬でもその斤量を背負わされていることを考えると、力は別次元だった。
この年は16戦6勝という成績で終わっている。

### 9歳
現在の数えでも8歳という高齢となったことは、スピードの減少にやや影響したか、3度の着外は1800メートル以下の当時の短距離競走だけである。10月28日には、同馬初の「撫恤（ぶじゅつ）」と呼ばれる当時の未勝利戦にも出走している。それほど勝率が全盛期より下がっていた。
正確には、撫恤競走と同等の開催未勝利馬による競走には出走したと思われるが、明確にこの名前が出ているものは初めてである。
この年の成績は18戦8勝。

### 10歳
10歳までコイワヰは現役を続ける。
スイテンの例もあるように、現在の常識が当てはまらないため、この年まで出走する馬もそれほど珍しくはなかった。最終戦となる4月8日の競走にも160ポンドを背負い、2着で現役を締めくくった。
これが明確なだけでも48度目の160ポンドで、不明なものも含めると現役の大半はこの斤量を背負っていたと考えられる。

## 現役通算成績
82戦45勝 2着17回、3着12回、着外8回。

## 種牡馬時代
現役を引退した大正6年（1917年）に誕生した小岩井農場へと帰り、種牡馬となる。
当時は日本産の種牡馬の肩身は狭く、圧倒的に進んでいた海外とくにイギリスの種牡馬がランキングを独占し、年間の10傑がすべてイギリスからの輸入馬という年もめずらしくなかった。
しかし、当時の日本産馬としては異常なまでの成績を残し、血統がイギリス的だったことも幸いして、内国産種牡馬としては大成功を収める。
まず名前が挙がるのは1924年に生まれ帝室御賞典、各内国産馬古馬連合という当時2大競走を制したハクシヨウ（初代）である。35戦17勝という成績は、父と同じく圧倒的な力を見せ、ナスノとのライバル争いは記録として残っている。ほかにもアケボノ、イワヰ、キングフロラー、チヱリーダツチエスという計5頭の賞典馬を輩出し、カノウ、カイモンなどもいる。後継種牡馬は育たず、1940年代にはほぼ父系からは姿を消したが、牝系には現在まで影響を及ぼし続けている。
上記した馬が生まれたのはすべて1920年代前半で、成績はすなわち後半に出たということである。24歳となった1931年に廃用され、同年12月に死亡している。
1930年ごろの種牡馬ランキングを見ると、次の世代となる第七ガロンや第二ホーンビーム、第十一チヤペルブラムプトンなどが日本産でランキングに入ることもあるが、その前の世代で活躍した同馬は、持込馬の先駆者であることはこの観点からも垣間見られる。

## おもな産駒
- アケボノ 1920年生 1924年-帝室御賞典（阪神〈春〉）
- チエリーダツチエス 1920年生 1924年-帝室御賞典（日本〈春〉）
- イワヰ 1920年生 1926年-帝室御賞典（日本〈春〉）
- カノウ 1921年生 1925年-優勝内国産馬連合（秋）
- カイモン 1923年生 1928年-福島特別
- キングフロラー 1923年生 1928年-帝室御賞典（東京〈春〉）
- ハクシヨウ 1924年生 1928年-帝室御賞典（阪神〈秋〉）、各内国産古馬連合（阪神〈秋〉）

## 血統表
| コイワヰの血統（セントサイモン系 / Young Melbourne5・5×3=18.75%、Stockwell5×4・5=12.50%、Vedette5×5=6.25%(父内)） | コイワヰの血統（セントサイモン系 / Young Melbourne5・5×3=18.75%、Stockwell5×4・5=12.50%、Vedette5×5=6.25%(父内)） | コイワヰの血統（セントサイモン系 / Young Melbourne5・5×3=18.75%、Stockwell5×4・5=12.50%、Vedette5×5=6.25%(父内)） | （血統表の出典）     | （血統表の出典） |
| 父 Chatsworth 1901 鹿毛                                                                                           | 父の父Persimmon 1893 鹿毛                                                                                         | St.Simon | Galopin              | Galopin          |
| 父 Chatsworth 1901 鹿毛                                                                                           | 父の父Persimmon 1893 鹿毛                                                                                         | St.Simon | St.Angela            |                  |
| 父 Chatsworth 1901 鹿毛                                                                                           | 父の父Persimmon 1893 鹿毛                                                                                         | Perdita | Hampton              | Hampton          |
| 父 Chatsworth 1901 鹿毛                                                                                           | 父の父Persimmon 1893 鹿毛                                                                                         | Perdita | Hermione             |                  |
| 父 Chatsworth 1901 鹿毛                                                                                           | 父の母Meadow Chat 1892 鹿毛                                                                                       | Minting | Lord Lyon            | Lord Lyon        |
| 父 Chatsworth 1901 鹿毛                                                                                           | 父の母Meadow Chat 1892 鹿毛                                                                                       | Minting | Mint Sauce           |                  |
| 父 Chatsworth 1901 鹿毛                                                                                           | 父の母Meadow Chat 1892 鹿毛                                                                                       | Stone Clink | Speculam             | Speculam         |
| 父 Chatsworth 1901 鹿毛                                                                                           | 父の母Meadow Chat 1892 鹿毛                                                                                       | Stone Clink | Stone Chat           |                  |
| 母 *エナモールド Enamoured 1897 鹿毛                                                                              | 母の父Gonsalvo 1887 鹿毛                                                                                          | Fernandez | Sterlimg             | Sterlimg         |
| 母 *エナモールド Enamoured 1897 鹿毛                                                                              | 母の父Gonsalvo 1887 鹿毛                                                                                          | Fernandez | Isola Bella          |                  |
| 母 *エナモールド Enamoured 1897 鹿毛                                                                              | 母の父Gonsalvo 1887 鹿毛                                                                                          | Cherie | Stockwell            | Stockwell        |
| 母 *エナモールド Enamoured 1897 鹿毛                                                                              | 母の父Gonsalvo 1887 鹿毛                                                                                          | Cherie | Chere Amie           |                  |
| 母 *エナモールド Enamoured 1897 鹿毛                                                                              | 母の母Young Lady 1872                                                                                             | Young Melbourne                                                                                                   | Melbourne            | Melbourne        |
| 母 *エナモールド Enamoured 1897 鹿毛                                                                              | 母の母Young Lady 1872                                                                                             | Young Melbourne                                                                                                   | Clarissa             |                  |
| 母 *エナモールド Enamoured 1897 鹿毛                                                                              | 母の母Young Lady 1872                                                                                             | My Lady | Lambton              | Lambton          |
| 母 *エナモールド Enamoured 1897 鹿毛                                                                              | 母の母Young Lady 1872                                                                                             | My Lady | Little Lady F-No.2-h |                  |